# Asaari Bibang
Asaari Bibang Ngui (Malabo, 28 de julio de 1985) es una actriz, escritora, humorista y activista ecuatoguineana afincada en España.

## Trayectoria
Como actriz, protagonizó su primera película en 2010, Área de Descanso. En 2015, se pasó al stand up comedy y realizó una gira por España con su espectáculo La negra batalla. Participó en Riot Comedy, el proyecto feminista de la cómica Penny Jay, en el festival de humor feminista Coñumor y en programas como La resistencia, Las que faltaban o Comedy Central.
En 2021, Bibang presentó su espectáculo afrofeminista Humor Negra. Ese mismo año, dio un monólogo durante la gala de los Premios Feroz en el que criticaba la precariedad laboral y la situación de las actrices cuando cumplen años, que la dio a conocer entre el gran público. Además, colabora con la revista feminista Pikara Magazine y el diario El País.
Forma parte del equipo que del pódcast antirracista No hay negros en el Tíbet junto al productor musical, beatmaker y locutor Frank T y el cómico y actor Lamine Thior.

### Activismo
Bibang ha sido muy crítica con los papeles que se otorgan en España a las personas negras y afrodescendientes y las barreras que las mujeres negras encuentran a la hora de querer dedicarse a la actuación en España, criticando no solo el racismo de la sociedad española sino también de la industria audiovisual.

## Obra
- 2021 – Y a pesar de todo, aquí estoy. Editorial Bruguera. ISBN 978-84-02-42510-2.[7][8]
- 2022 – La canica de Sami: Un cuento sobre la diversidad. B de Blok, Penguin Libros. ISBN 978-8418054952. [9]

## Filmografía
| Año  | Título           | Papel     | Notas    |
| ---- | ---------------- | --------- | -------- |
| 2011 | Área de descanso | Wambara   |          |
| 2012 | Evelyn           | Elizabeth |          |
| 2016 | Centro médico    | Adana     | Serie tv |
| 2020 | La mujer ilegal  | Khatia    |          |

### Otros
| Año  | Título                    | Papel        | Notas                   |
| ---- | ------------------------- | ------------ | ----------------------- |
| 2019 | La resistencia            | Ella misma   | 1 episodio              |
| 2019 | Las que faltaban          | Ella misma   | 1 episodio              |
| 2021 | Premios Feroz             | Presentadora | [ 10 ]                  |
| 2021 | ¿Y si sí?                 | Cómica       |                         |
| 2022 | No hay negros en el Tíbet | Ella misma   | pódcast, copresentadora |
| 2025 | La revuelta               | Ella misma   | 1 episodio              |

## Premios y reconocimientos
- 2023 Premios Desalambre en la categoría de activismo individual.[11]